# ОШ „Николај Велимировић” Шабац
Основна школа „Николај Велимировић” једна је од неколико школа у Шапцу.

## Историја
Почела је да ради као четвороразредна школа на крају 19. и почетком 20. века.
Првих година радила је у просторијама црквеног конака, на месту данашњег споменика жртвама стрељаним и спаљеним 1914. године од стране аустроугарске војске. Након спаљивања цркве и конака, школа је неколико пута мењала локацију, да би 1961. године у дворишту Учитељске школе „Душан Јерковић” била подигнута нова школска зграда. Те године је у згради основана осморазредна школа, која прве школске године (1961—1962) није имала осми разред.
У периоди од 1970. године до 1989. године, школа се удруживала са основним школама Општине Шабац у Радној организацији Хероји Подриња.
Школа је у периоду након Првог светског рата до краја Другог светског рата, неколико пута је мењала име, да би народни одбор општине Шабац, 17. јануара 1956. године, донео одлуку да ова школа носи име Основна школа „Милева Косовац”. Ово име се одржало до 16. августа 2004. године када је Министарство просвете и спорта донело решење којим се мења у Основна школа „Николај Велимировић”.